# Balikpapan
Balikpapan é uma cidade portuária na costa oriental de Bornéu, localizada numa região famosa por sua riqueza em recursos naturais, notadamente petróleo, minérios e madeira. A cidade é servida por dois portos e um aeroporto internacional e tem uma população de 500 mil habitantes.

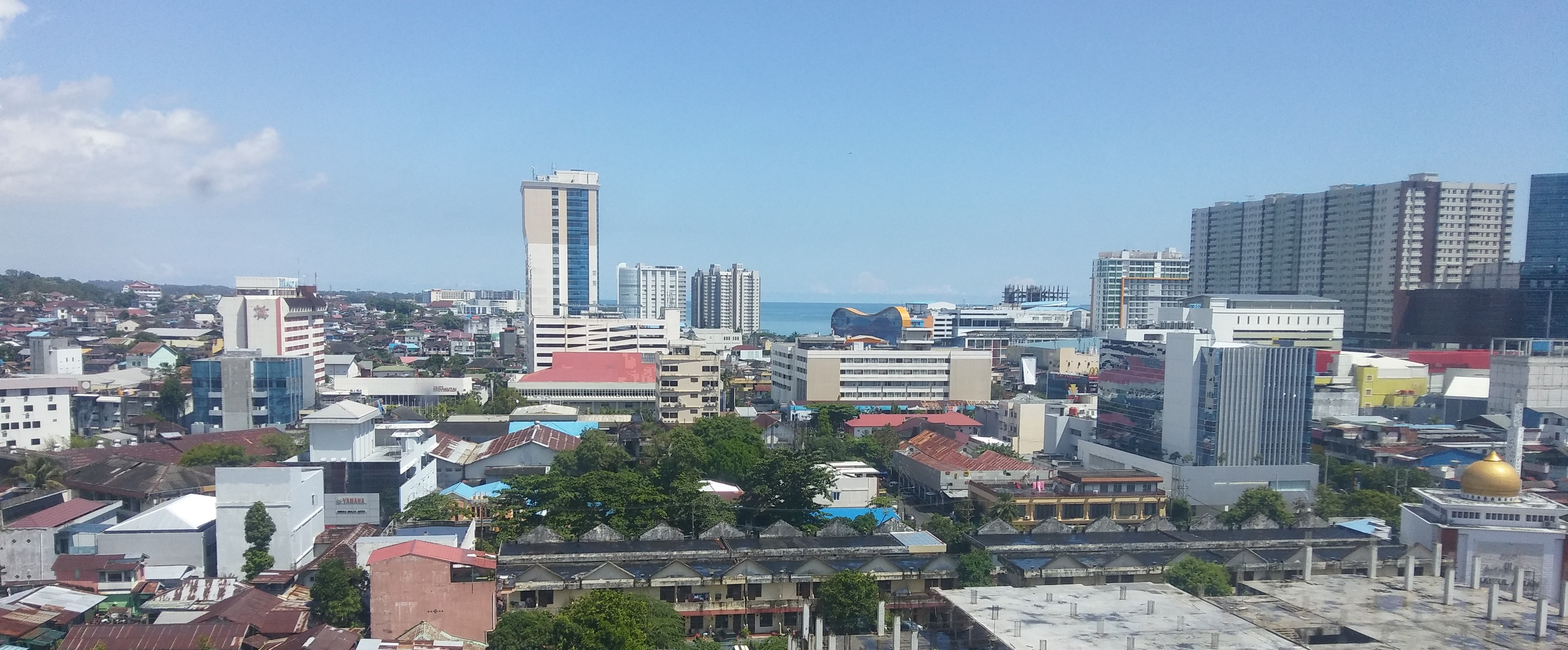
Paisagem da cidade.

A topografia da municipalidade é geralmente ondulada, com poucas áreas planas ao longo da costa e em volta das inúmeras elevações, que não passam dos 100m de altura, e seu solo é composto em maioria de areia de quartzo e de aluviões, tornando-o bastante suscetível à erosões. Antes da descoberta do petróleo no começo do século XX e da explosão econômica da região, a cidade era apenas uma isolada vila de pescadores.

## História e desenvolvimento
Com a descoberta de grande quantidade de óleo cru em Bornéu por volta de 1897, uma pequena refinaria foi instalada no lugar, seguida de estradas, bangalôs, escritórios construídos com a chegada de uma companhia de petróleo holandesa à região. Em janeiro de 1942, Balikpapan tornou-se centro do teatro de guerra entre o Japão e os Aliados, tendo suas refinarias e construções severamente danificadas pela batalha nos mares de Bornéu e Java (Indonésia) e pela invasão japonesa destes países. O local foi área de combates diversos até 1945, quando Bornéu foi retomada definitivamente aos japoneses.
A guerra provocou danos gerais em quase todas as instalações petrolíferas da região e os reparos pós-guerra foram feitas pela companhia holandesa Shell, que ampliou e continuou suas operações na área até 1965, quando a estatal criada pelo governo Suharto, Pertamina,  assumiu o controle da produção. Sem tecnologia de ponta, pessoal especializado e com falta de recursos para continuar a exploração, o governo indonésio abriu contratos de concessão de exploração à companhias ocidentais nos anos 70. Como único centro de refino de petróleo na região, a cidade tornou-se um centro econômico revitalizado, aonde aportaram centenas de trabalhadores nativos e estrangeiros, engenheiros, químicos e executivos.
Durante o governo do presidente Suharto, a Indonésia alcançou um desenvolvimento econômico sem precedentes promovendo investimentos estrangeiros, principalmente na exploração e extração de minérios naturais e exportação de madeira, que mudou a face dos centros urbanos do país, modernizando-os e desenvolvendo-os com a construção de modernos edifícios e shopping centers,e fez com que Balikpapan tivesse um crescimento  anual de 7% em sua população na década de 1970. Entretanto, devido a ausência de planos de urbanização de longo tempo, adaptando as condições da cidade ao seu rápido crescimento, Balikpapan ainda sofre por vezes com racionamentos de luz e água, que podem durar de horas a até uma semana.
A produção industrial na cidade se diversifica atualmente entre comidas e bebidas, madeira processada, remédios e metais, além da exploração da agricultura local.

## Ouro negro

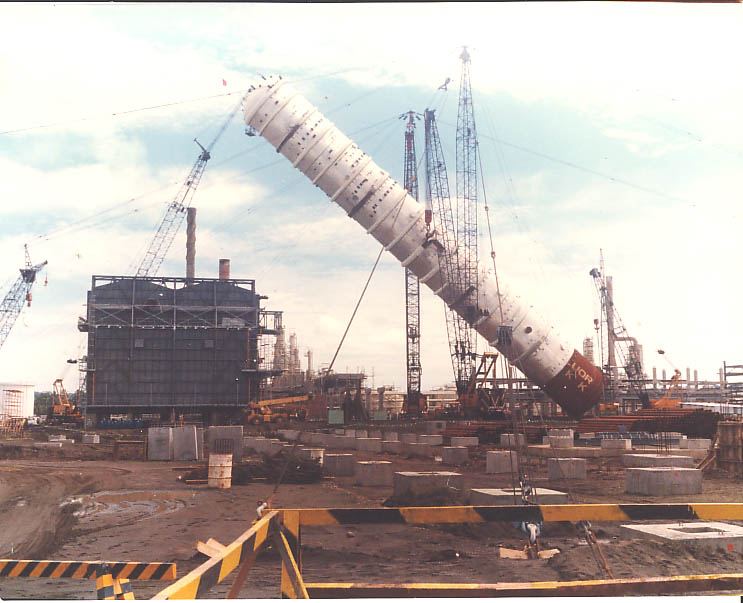
Refinaria estatal.

Mas é o petróleo a grande força econômica motriz da região. A refinaria de óleo de Balikpapan fica situada na baía da cidade e se estende por 2,5 km². Construída em 1922, foi destruída durante a II Guerra Mundial e reconstruída e ampliada nos anos 50.
Consiste em duas grandes subunidades, Balikpapan I e II. A primeira e maior, produz querosene, gasolina, nafta, óleo diesel e cerca de 100 toneladas anuais de destilado de parafina, usada em fábricas de cera, vendida no país e em todo mundo.
Balikpapan II  foi  inaugurada em 1983 e produz petróleo cru, querosene e nafta.